# Brunel University London

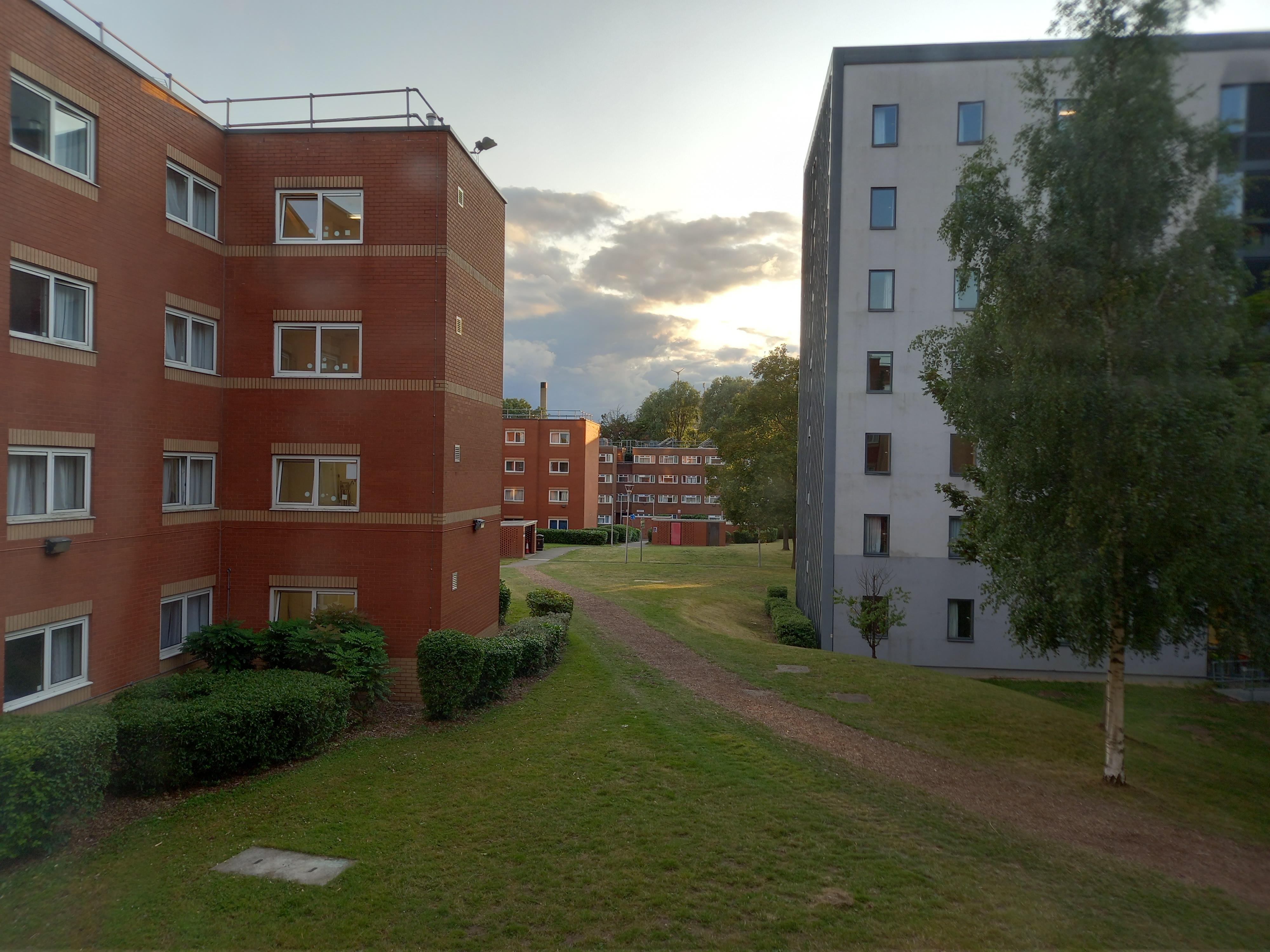
Tra gli appartamenti degli studenti (luglio 2023)

La Brunel University è un'università e centro di ricerca collocato nella località di Uxbridge, a Londra. Essa, fondata nel 1966, prende il nome dall'ingegnere vittoriano Isambard Kingdom Brunel. L'università è suddivisa in tre college, focalizzate sul business, sulle arti e le scienze sociali, sull'ingegneria e la medicina. La QS World University Rankings ha classificato la Brunel University tra le 350 migliori al mondo e rientra, inoltre, tra le prime 100 della classifica annuale (al 2023) dell'Impact Times Higher Education World University Rankings.

## Storia

### Origini
Le origini della Brunel University risiedono nell'Acton Technical College, che fu diviso in due nel 1957. Nel 1960 il Brunel College of Technology ottenne lo status di College of Advanced Technology e dovette espandersi in un altro sito in maniera tale da ospitare i nuovi edifici. Uxbridge fu scelta per ospitarli e, nel 1962, il Ministero dell'Istruzione cambiò ufficialmente lo status del college in Brunel College of Advanced Technology. La diramazione ferroviaria di Uxbridge fu chiusa nel 1964 e il college ne acquistò il terreno per £ 65.000.

### Dal 1966 ad oggi
Un documento reale concesse al nuovo college lo status di università e il potere di conferire diplomi fu concessa il 9 giugno 1966. L'università continuò a utilizzare entrambi i campus fino al 1971, quando lasciò la sede di Acton. Nel 1980, l'università si fuse con lo Shoreditch College of Education (Shoreditch Training College), situato a Cooper's Hill, Runnymede, che divenne il secondo campus della Brunel. Nel 1995, l'università si espanse nuovamente, integrando il West London Institute of Higher Education, aggiungendo campus a Osterley e Twickenham e aumentando il numero di corsi che l'università era in grado di offrire. Tradizionalmente i punti di forza dell'università erano l'ingegneria, la scienza e la tecnologia, ma con l'aggiunta del West London Institute, furono inseriti nuovi dipartimenti come arte, scienze umane, geografia e scienze della terra, scienze della salute e dello sport, e le dimensioni del corpo studentesco salì a oltre 12.000 membri.
La decisione di assegnare una laurea honoris causa a Margaret Thatcher nel 1996, in seguito al rifiuto dell'Università di Oxford di farlo, provocò la protesta del personale e degli studenti e di conseguenza la cerimonia dovette svolgersi alla Camera dei Lord invece che nel campus. Nel 2014 l'università subì una riorganizzazione interna e il nome fu cambiato in Brunel University London con uno statuto supplementare datato 16 luglio 2014. Nel 2016 Brunel celebrò il suo 50º anniversario dalla ricezione dello statuto reale e organizzò un programma di 14 mesi di oltre 40 eventi celebrativi. Nel dicembre 2020, il rettore dell'università Sir Richard Sykes condusse una revisione indipendente della strategia e degli obiettivi della Vaccine Taskforce (Regno Unito) e nel giugno 2021 è stato successivamente nominato nuovo presidente della task force, guidando il lavoro per trovare, procurare e fornire vaccini contro il COVID-19 del Regno Unito. Nell'aprile 2021 è stato annunciato che la professoressa Julia Buckingham CBE si sarebbe dimessa dalla carica di vicerettore e presidente dopo quasi 10 anni. Le è succeduto il professor Andrew Jones, che ha assunto l'incarico nel gennaio 2022.

## Campus

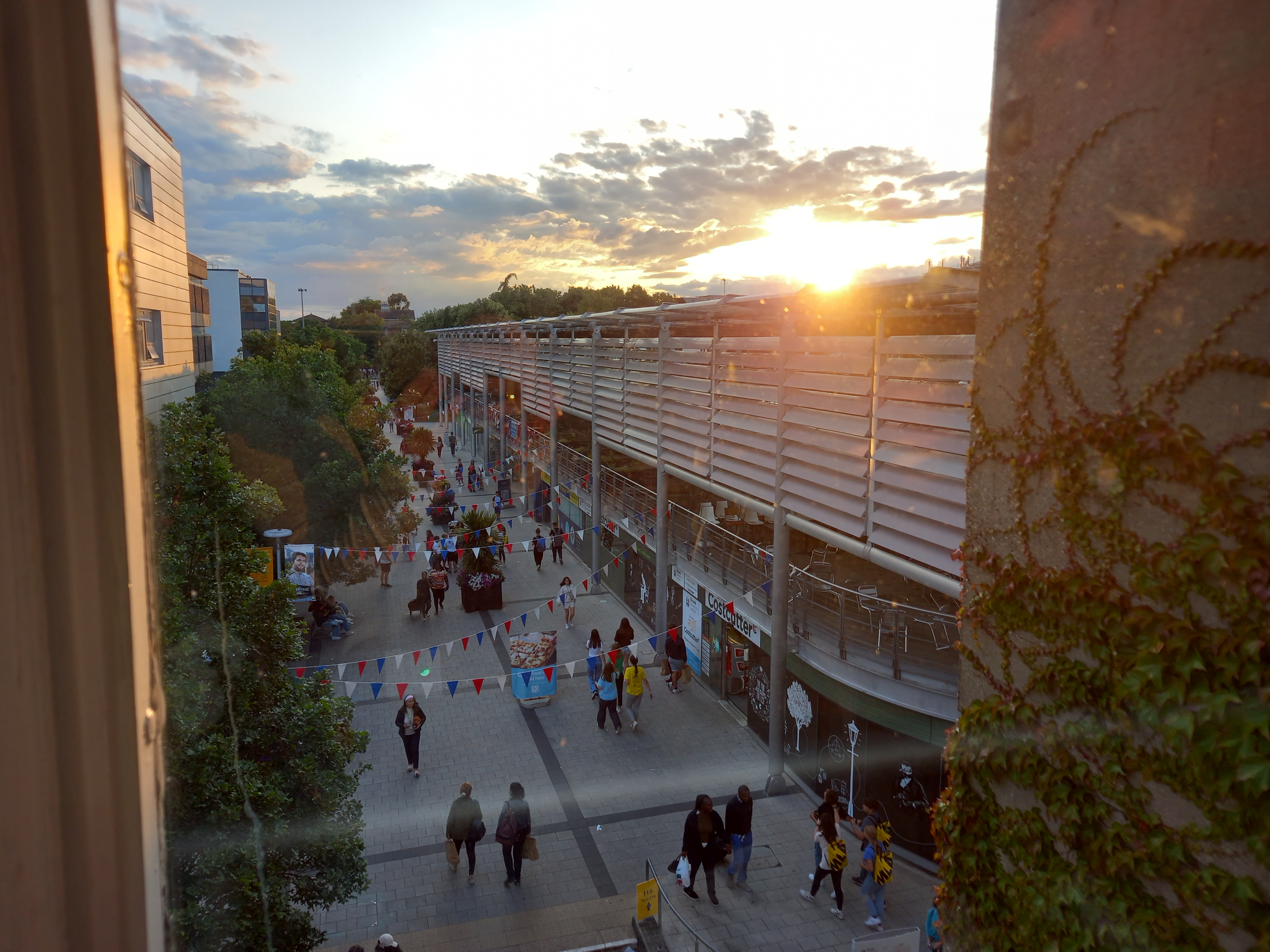
Visuale su una delle vie principali del college.

Alla fine degli anni '90, la Brunel University ha ideato un piano generale decennale da 250 milioni di sterline per il campus. Ciò ha comportato la vendita dei siti del campus a Runnymede, Osterley e Twickenham e l'utilizzo dei ricavi delle vendite per rinnovare e aggiornare gli edifici e le strutture nel campus di Uxbridge. I lavori realizzati comprendevano l'ampliamento della biblioteca, un complesso sportivo all'avanguardia, la ristrutturazione delle strutture sindacali studentesche, un nuovo centro didattico di Scienze della salute e la costruzione di più residenze universitarie. Il campus originale della Brunel era stato progettato da Richard Sheppard, Robson and Partners, e gli edifici si rifacevano allo stile architettonico "brutalista" degli anni '60. È apparso in diversi film, il più famoso in Arancia meccanica di Stanley Kubrick, gran parte dei quali sono stati girati nel campus, in particolare nel John Crank Building (demolito nel luglio 2019) e nel Centro conferenze classificato di Grado II. È apparso anche in diverse serie televisive britanniche tra cui Spooks, Silent Witness, The Sweeney e L'ispettore Morse.